# شیلا شرفیلوس-مک کورمیک
شیلا شرفیلوس-مک کورمیک (‎/ˈʃ[invalid input: 'ɜ:r']fɪləs/‎ SHUR-fill-əss؛ زاده ۲۵ ژانویه ۱۹۷۹) یک تاجر و سیاستمدار آمریکایی است که به عنوان نماینده ایالات متحده برای منطقه بیستم کنگره فلوریدا خدمت می‌کند. منطقه او بیشتر مناطق سیاه‌پوست در فورت لادردیل و وست پالم بیچ و اطراف آن را پوشش می‌دهد. او که یکی از اعضای حزب دموکرات بود، در انتخابات ویژه در سال ۲۰۲۲ پیروز شد تا صندلی خالی پس از مرگ آلسی هستینگز را پر کند.
شرفیلوس-مک کورمیک در بروکلین (یک ناحیه در شهر نیویورک) از والدینی اهل هائیتی به دنیا آمد و در ناحیه کوئینز بزرگ شد. او در ۱۳ سالگی برای تحصیل در دبیرستان به فلوریدا نقل مکان کرد. او مدرک لیسانس هنر را در علوم سیاسی از دانشگاه هوارد و دکترای حقوقی از دانشکده حقوق دانشگاه سنت توماس دریافت کرد.